# Limoniscus violaceus
Limoniscus violaceus là một loài bọ cánh cứng trong họ Elateridae. Loài này được Müller miêu tả khoa học năm 1843.

## Hình ảnh

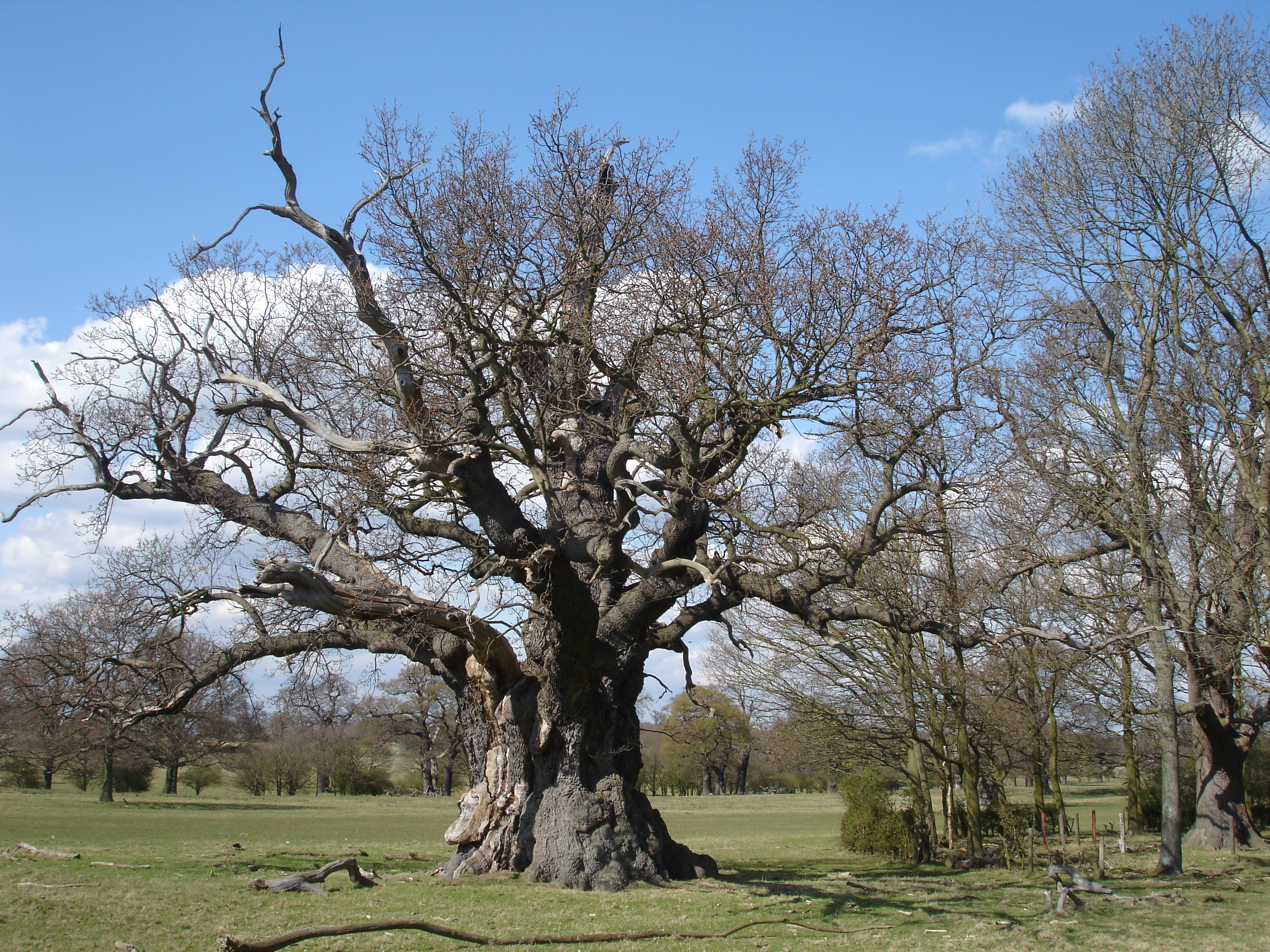
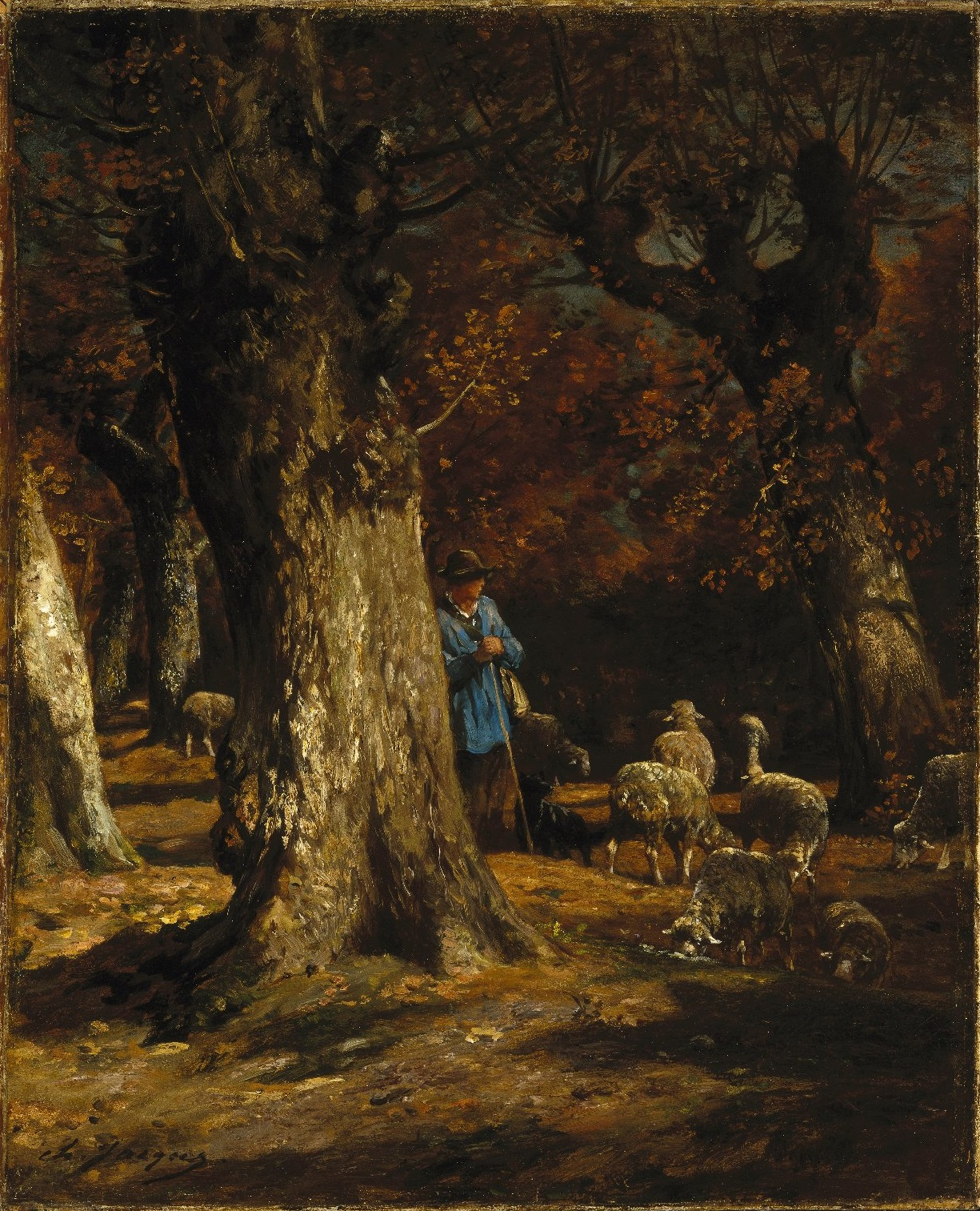